# Kleine kornoeljegaatjesmaker
De kleine kornoeljegaatjesmaker (Antispila treitschkiella) is een vlinder uit de familie van de zilvervlekmotten (Heliozelidae). De wetenschappelijke naam is gepubliceerd in 1843 door Fischer von Roslerstamm.
De soort komt voor in Europa.